# Cohors I Sunucorum
Die Cohors I Sunucorum (deutsch 1. Kohorte der Sunuker) war eine römische Auxiliareinheit. Sie ist durch Militärdiplome und Inschriften belegt. In den Inschriften wird sie als Cohors I Sunicorum bezeichnet.

## Namensbestandteile
- Cohors: Die Kohorte war eine Infanterieeinheit der Auxiliartruppen in der römischen Armee.

- I: Die römische Zahl steht für die Ordnungszahl die erste (lateinisch prima). Daher wird der Name dieser Militäreinheit als Cohors prima .. ausgesprochen.

- Sunucorum bzw. Sunicorum: der Sunuker. Die Soldaten der Kohorte wurden bei Aufstellung der Einheit aus dem germanischen Stamm der Sunuker rekrutiert.

Da es keine Hinweise auf die Namenszusätze milliaria (1000 Mann) und equitata (teilberitten) gibt, ist davon auszugehen, dass es sich um eine Cohors quingenaria peditata, eine reine Infanterie-Kohorte, handelt. Die Sollstärke der Einheit lag bei 480 Mann, bestehend aus 6 Centurien mit jeweils 80 Mann.

## Geschichte
Die Kohorte war in der Provinz Britannia stationiert. Sie ist auf Militärdiplomen für die Jahre 122 bis 132 n. Chr. aufgeführt.
Tacitus erwähnt in seinen Historiae (Buch IV, Kapitel 66), dass von Iulius Civilis eine Kohorte aus dem Stamm der Sunuker aufgestellt wurde. Diese Einheit kam dann vermutlich mit Quintus Petillius Cerialis um 71 nach Britannien. Der erste Nachweis der Einheit in Britannia beruht auf Diplomen, die auf 122 datiert sind. In den Diplomen wird die Kohorte als Teil der Truppen (siehe Römische Streitkräfte in Britannia) aufgeführt, die in der Provinz stationiert waren. Weitere Diplome, die auf 124 bis 132 datiert sind, belegen die Einheit in derselben Provinz.
Der letzte Nachweis der Kohorte beruht auf einer Inschrift, die auf 198/209 datiert wird.

## Standorte
Standorte der Kohorte in Britannien waren möglicherweise:
- Segontium (Caernarfon): eine Inschrift[4] wurde hier gefunden.

## Angehörige der Kohorte
Folgende Angehörige der Kohorte sind bekannt:

### Kommandeure
- Marcus Iunius Claudianus: er wird auf dem Diplom von 124 als Kommandeur genannt.

### Sonstige
- [?], ein Fußsoldat: das Diplom von 124 wurde für ihn ausgestellt.
- Iulius Aventinus, ein Soldat (AE 1914, 293)